# 69. pehotni polk (Avstro-Ogrska)
Za druge 69. polke glejte 69. polk.
69. pehotni polk (nemško Infanterie-Regiment Nr. 69; je bil pehotni polk avstro-ogrske skupne vojske.

## Zgodovina
Polk je bil ustanovljen leta 1860. 

### Prva svetovna vojna
Polkovna narodnostna sestava leta 1914 je bila sledeča: 92% Madžarov in 8% drugih. Naborni okraj polka je bil v Székesfehérváru, pri čemer so bile polkovne enote garnizirane sledeče: Pécs (štab, I., II. bataljon), Székesfehérvár (IV. bataljon) in Herceg Novi (III. bataljon).
Med prvo svetovno vojno se je polk bojeval tudi na soški fronti. Polk je med drugim sodeloval v četrti soški ofenzivi. Med enajsto soško ofenzivo je polkov III. bataljon branil Škabrijel.
V sklopu t. i. Conradovih reform leta 1918 (od junija naprej) je bilo znižano število polkovnih bataljonov na 3.

## Poveljniki polka
- 1865: Georg Reinbold[8]
- 1879: Peter Mestrović von Arly[9]
- 1908: Viktor Weber von Webenau[10]
- 1914: Ludwig Jankovich von Jeszenicze[1]

## Organizacija
1918 (po reformi)
- 1. bataljon
- 2. bataljon
- 4. bataljon